# Orimarga
Orimarga is een muggengeslacht uit de familie van de steltmuggen (Limoniidae).

## Soorten

### OndergeslachtDiotrepha
- O. (Diotrepha) acroleuca Alexander, 1964
- O. (Diotrepha) arawak Alexander, 1964
- O. (Diotrepha) atribasis (Alexander, 1914)
- O. (Diotrepha) bifidaria Alexander, 1970
- O. (Diotrepha) concinna (Williston, 1896)
- O. (Diotrepha) elongata Alexander, 1943
- O. (Diotrepha) flavescens Byers, 1981
- O. (Diotrepha) flavicosta (Alexander, 1928)
- O. (Diotrepha) fumicosta (Alexander, 1921)
- O. (Diotrepha) luteipleura Alexander, 1969

- O. (Diotrepha) mirabilis (Osten Sacken, 1878)
- O. (Diotrepha) myersiana (Alexander, 1930)
- O. (Diotrepha) omissinervis (Alexander, 1913)
- O. (Diotrepha) profusa Alexander, 1946
- O. (Diotrepha) quinquefusca Alexander, 1971
- O. (Diotrepha) setosivena Alexander, 1971
- O. (Diotrepha) subconcinna Alexander, 1940
- O. (Diotrepha) subprotrusa Alexander, 1968
- O. (Diotrepha) syndactyla Alexander, 1942
- O. (Diotrepha) travassosi Alexander, 1943

### OndergeslachtOrimarga
- O. (Orimarga) aequivena Alexander, 1934
- O. (Orimarga) amaurospila Alexander, 1972
- O. (Orimarga) amblystyla Alexander, 1965
- O. (Orimarga) andina Alexander, 1916
- O. (Orimarga) annandalei Alexander, 1927
- O. (Orimarga) argenteopleura Alexander, 1913
- O. (Orimarga) arizonensis Coquillett, 1902
- O. (Orimarga) asignata Senior-White, 1924
- O. (Orimarga) asura Alexander, 1966
- O. (Orimarga) attenuata (Walker, 1848)
- O. (Orimarga) australis Skuse, 1890
- O. (Orimarga) bahiana Alexander, 1930
- O. (Orimarga) basalis Alexander, 1936
- O. (Orimarga) basilobata Alexander, 1934
- O. (Orimarga) biclavata Alexander, 1974
- O. (Orimarga) bifimbriata Alexander, 1974
- O. (Orimarga) borneensis Brunetti, 1911
- O. (Orimarga) brevicula Alexander, 1956
- O. (Orimarga) brevistylata Alexander, 1966
- O. (Orimarga) carnosa Alexander, 1956
- O. (Orimarga) celestia Alexander, 1972
- O. (Orimarga) coracina Alexander, 1976
- O. (Orimarga) cruciformis Alexander, 1930
- O. (Orimarga) cubensis Alexander, 1933
- O. (Orimarga) chionomera Alexander, 1945
- O. (Orimarga) chionopus Alexander, 1943
- O. (Orimarga) dampfi Alexander, 1926
- O. (Orimarga) dichroptera Alexander, 1950
- O. (Orimarga) distalis Alexander, 1936
- O. (Orimarga) distivenula Alexander, 1936
- O. (Orimarga) euryptera Alexander, 1972
- O. (Orimarga) exasperata Alexander, 1937
- O. (Orimarga) excessiva Alexander, 1926
- O. (Orimarga) farriana Alexander, 1964
- O. (Orimarga) fasciventris Edwards, 1933
- O. (Orimarga) flaviventris Edwards, 1927
- O. (Orimarga) fokiensis Alexander, 1941
- O. (Orimarga) formosicola Alexander, 1924
- O. (Orimarga) frommeri Alexander, 1970
- O. (Orimarga) fryeri Edwards, 1912
- O. (Orimarga) fulvithorax Alexander, 1955
- O. (Orimarga) funerula Alexander, 1929
- O. (Orimarga) fuscicosta Alexander, 1966
- O. (Orimarga) fuscivenosa Alexander, 1929
- O. (Orimarga) griseipennis Alexander, 1935
- O. (Orimarga) guttipennis Alexander, 1940
- O. (Orimarga) gymnoneura Alexander, 1935
- O. (Orimarga) horai Alexander, 1927
- O. (Orimarga) hypopygialis Alexander, 1935
- O. (Orimarga) inornata Skuse, 1890
- O. (Orimarga) javana de Meijere, 1913
- O. (Orimarga) joana Alexander, 1926
- O. (Orimarga) juvenilis (Zetterstedt, 1851)
- O. (Orimarga) karnyi Edwards, 1923
- O. (Orimarga) lactipennis Alexander, 1966
- O. (Orimarga) lanei Alexander, 1942
- O. (Orimarga) latissima Alexander, 1934
- O. (Orimarga) longiventris Savchenko, 1974
- O. (Orimarga) majuscula Alexander, 1940
- O. (Orimarga) mashonensis Alexander, 1959
- O. (Orimarga) melampodia Alexander, 1940
- O. (Orimarga) melanopoda Alexander, 1976
- O. (Orimarga) monilis Alexander, 1926

- O. (Orimarga) multipunctata Alexander, 1938
- O. (Orimarga) neogaudens Alexander, 1945
- O. (Orimarga) nigroapicalis Alexander, 1941
- O. (Orimarga) nimbicolor Alexander, 1970
- O. (Orimarga) niveibasis Alexander, 1956
- O. (Orimarga) niveitarsis Alexander, 1915
- O. (Orimarga) nudivena Alexander, 1934
- O. (Orimarga) omeina Alexander, 1930
- O. (Orimarga) pachyrhyncha Alexander, 1968
- O. (Orimarga) palauiana Alexander, 1940
- O. (Orimarga) pallidibasis Alexander, 1921
- O. (Orimarga) pandu Alexander, 1966
- O. (Orimarga) papuicola Alexander, 1936
- O. (Orimarga) parvipuncta Alexander, 1938
- O. (Orimarga) peregrina Brunetti, 1912
- O. (Orimarga) perextensa Alexander, 1972
- O. (Orimarga) perpallens Alexander, 1964
- O. (Orimarga) perpictula Alexander, 1930
- O. (Orimarga) pictula Edwards, 1927
- O. (Orimarga) platystyla Alexander, 1966
- O. (Orimarga) plumbeithorax Alexander, 1955
- O. (Orimarga) pruinosa Alexander, 1928
- O. (Orimarga) punctipennis Alexander, 1914
- O. (Orimarga) quadrilobata Alexander, 1932
- O. (Orimarga) relicta Alexander, 1930
- O. (Orimarga) resupina Alexander, 1966
- O. (Orimarga) risbeci Alexander, 1934
- O. (Orimarga) rubricolor Alexander, 1931
- O. (Orimarga) rubrithorax Alexander, 1975
- O. (Orimarga) sanctaeritae Alexander, 1946
- O. (Orimarga) sanguinicolour Alexander, 1956
- O. (Orimarga) sarophora Alexander, 1961
- O. (Orimarga) sarophorodes Alexander, 1979
- O. (Orimarga) saturnina Alexander, 1943
- O. (Orimarga) scabriseta Alexander, 1938
- O. (Orimarga) scotti Edwards, 1912
- O. (Orimarga) seticosta Alexander, 1930
- O. (Orimarga) setilobata Alexander, 1969
- O. (Orimarga) sherpa Alexander, 1958
- O. (Orimarga) similis Edwards, 1923
- O. (Orimarga) soluta Alexander, 1948
- O. (Orimarga) speciosa Alexander, 1953
- O. (Orimarga) spiloptera Alexander, 1948
- O. (Orimarga) stenotes Alexander, 1969
- O. (Orimarga) streptocerca Alexander, 1936
- O. (Orimarga) subbasalis Alexander, 1936
- O. (Orimarga) subcostata Alexander, 1955
- O. (Orimarga) subspeciosa Alexander, 1962
- O. (Orimarga) subtartarus Alexander, 1946
- O. (Orimarga) suspensa Alexander, 1973
- O. (Orimarga) taiwanensis Alexander, 1924
- O. (Orimarga) taprobanica Alexander, 1966
- O. (Orimarga) tartarus Alexander, 1946
- O. (Orimarga) tenuistyla Alexander, 1966
- O. (Orimarga) tinguana Alexander, 1943
- O. (Orimarga) toala Alexander, 1935
- O. (Orimarga) transversalis Alexander, 1971
- O. (Orimarga) trispinigera Alexander, 1945
- O. (Orimarga) varuna Alexander, 1966
- O. (Orimarga) virgo (Zetterstedt, 1851)
- O. (Orimarga) wetmorei Alexander, 1920
- O. (Orimarga) yakushimana Alexander, 1930
- O. (Orimarga) zionensis Alexander, 1948

### OndergeslachtProtorimarga
- O. (Protorimarga) bequaertiana (Alexander, 1930)